# Feuerpalfen
Der Feuerpalfen (auch Feuerpalven geschrieben) ist eine Aussichtskanzel etwas unterhalb des 1741 m hohen Wartecks, 1125 Meter über dem Königssee in den Berchtesgadener Alpen. Sie liegt in den Gotzenbergen, wenige Gehminuten von der bewirtschafteten Gotzenalm entfernt. Erreichbar entweder von der Anlegestelle Salet am Königssee über den Kaunersteig (Trittsicherheit erforderlich) und die Regenalm oder von der Anlegestelle Kessel über die Gotzentalalm. Ohne Schiff kann man auch vom Ort Königssee über die Königsbachalm hierher gelangen.
Vom Geländer öffnet sich ein imposanter Blick auf die Watzmann-Ostwand (vgl. Bild in der Box) und hinunter nach St. Bartholomä auf der gegenüberliegenden Seite des Königssees (vgl. folgendes Bild).
Der Höhenunterschied zur Seeoberfläche beträgt 1125 m.
Feuerpalfen und Gotzenalm sind auch beliebte Tourenziele für Mountainbiker.